# Peștera Corobana lui Gârtău
Peștera Corobana lui Gârtău este situată pe teritoriul Comunei comunei Gârda de Sus, județul Alba, în Munții Bihorului.

## Localizare
Peștera Corobana lui Gârtău este situată în versantul drept al Văii Ordancușa, la o altitudine de 800 m, în calcare triasice. Se poate ajunge la ea prin Valea Arieșului, din comuna Gârda de Sus, urmând cale de 2,5 km drumul forestier ce pornește din centrul comunei spre Peștera Scărișoara pe Valea Ordâncușa46°27′58″N 22°50′16″E / 46.46611°N 22.83778°E

## Toponomie
Corobană în limbajul local înseamnă scorbură, vizuină, adăpost natural.  Asta și este, o scobitură în peretele de calcar al Cheilor Ordâncușei, de dimensiuni impresionante, lată de 38 m și adâncă de 30 m cu înalțime maximă de 14 m. În speologie acest tip de peșteră este numit abri

## Istoric
Peștera este semnalată de J. Vass încă din 1857, iar în 1921 este vizitată de P. Chappuis, R. Jeannel si Emil Racovita.A fost folosită cu siguranță de omul primitiv ca locuință dar urmele nu s-au păstrat datorită faptului că podeaua este supusă deselor inundații ale pârâului Ordâncușa. Corbanele au fost folosite în vremea comunismului când pădurile au fost luate de la mocani, lipsindu-i de una din sursele lor de venituri. Ei prelucrau lemnul în butoaie,donițe, grinzi și scânduri pe care le schimbau în țara pe bucate. Pentru că ar fi fost prinși dacă duceau lemnul acasă, ei îl tăiau și-l ascundeau în corobane din locuri greu accesibile unde-l prelucrau cu unelte primitive: firez manual,topor și cuțitoaie.

## Descriere
Peștera are aspectul unui imens cuptor săpat în peretele de calcar al Cheilor Ordancușei, situat intre două poteci care duc la cele doua peșteri vecine de care se leagă genetic. Peștera Poarta lui Ionele și Ghețarul de sub Zgurăști. Podeaua este acum îndreptată prin lucrari de amenajare făcută de primaria din Gârda de Sus iar tavanul prezintă câteva urme de scurgeri parietale.

## Fauna
În peștera nu se gasesc viețuitoare specifice mediului subteran deoarece lumina zilei pătrunde în tot golul subteran, doar sporadic exemplare de lilieci. 

## Amenajare
Primaria comunei Gârda de Sus a amenajat și intreține acest loc ca un spațiu de campare turistică. Podeaua a fost îndreptată și au fost instalate bănci și mese de piatră și scândură. Pe lângă turism, aici au loc și manifestări folclorice foarte pitorești.